# Spaniel francuski
Spaniel francuski – jedna z ras psów należąca do grupy wyżłów i seterów. Podlega próbom pracy.

## Rys historyczny
Pochodzenie tej rasy nie jest znane. Nie wytrzymała konkurencji z innymi wyżłami i była bliska wyginięcia, ale obecnie ma już zapewnioną przyszłość. Została wyhodowana do płoszenia i aportowania ptactwa.

## Charakter i usposobienie
Spaniel francuski to typowy wyżeł. Natura obdarzyła go wszechstronnymi umiejętnościami myśliwskimi, bardzo dobrym węchem oraz zamiłowaniem do wody.

## Wygląd
Ten stosunkowo wysoki i mocno zbudowany pies, przedstawiciel jednej z najstarszych ras spanieli francuskich, zdradza wyraźne pokrewieństwo z seterami. Jego głowa jest kwadratowa, osadzona na krótkiej szyi łączącej ją z muskularnym, bardzo proporcjonalnym tułowiem. Sierść jest krótka, przylegająca, z obecnością "piór" z długiego włosa.  